# Rockford (Ohio)
Pour les articles homonymes, voir Rockford.
Rockford est un village américain situé dans le comté de Mercer, dans l'Ohio. Selon le recensement de 2010, sa population est de 1 120 habitants.